# Tributylfosfát
Tributylfosfát (TBP) je organofosforová sloučenina s chemickým vzorcem (CH3CH2CH2CH2O)3PO. Jedná se o bezbarvou kapalinu bez zápachu, která se využívá jako extrakční činidlo a změkčovadlo. Je to ester kyseliny fosforečné a butan-1-olu.

## Výroba
Tributylfosfát se vyrábí reakcí Trichloridu fosforylu s butan-1-olem.
POCl3 + 3 C4H9OH → PO(OC4H9)3 + 3 HCl
Celosvětová produkce se odhaduje na 3 000–5 000 tun ročně.

## Využití
TBP je rozpouštědlo a změkčovadlo pro estery celulózy, jako například nitrocelulózu a acetát celulózy. S některými kovy tvoří stabilní hydrofobní komplexy. Tyto komplexy jsou rozpustné v organických rozpouštědlech a v superkritickém CO2. Hlavní použití TBP v průmyslu je jako součást letecké hydraulické kapaliny, brzdové kapaliny a jako rozpouštědlo pro extrakci a čištění kovů vzácných zemin z jejich rud.
TBP se používá také jako rozpouštědlo v inkoustech, syntetických pryskyřicích, gumách, lepidlech (zejména pro dýhované překližky ) a v herbicidních a fungicidních přípravcích.
Vhledem k absenci zápachu se používá jako odpěňovač v roztocích čisticích prostředků a v různých emulzích, barvách a lepidlech. Nachází se také jako odpěňovač v nemrznoucí směsi etylenglykolu a tetraboritanu sodného. V mazivech na bázi oleje zvyšuje přidání TBP pevnost olejového filmu. Používá se také v merceračních kapalinách, kde zlepšuje jejich smáčenlivost. Lze jej také použít jako teplosměnné médium.

### Využití v jaderné chemii
Tributylfosfát se používá v kombinaci s kyselinou di(2-etylhexyl)fosforečnou ke kapalinové extrakci uranu jako součást čištění přírodního uranu na nukleární čistotu. Používá se také při přepracování jaderného paliva v rámci PUREX procesu. 15–40% (obvykle asi 30%) roztok tributylfosfátu v petroleji nebo dodekanu se používá při kapalinové extrakcikapalinové extrakci uranu, plutonia a thoria z jaderných palivových tyčí rozpuštěných v kyselině dusičné . Kapalinová extrakce může být také použita pro chemické obohacování uranu.